# Montebore
Le Montebore est un fromage italien produit avec du lait de vache, de brebis ou de chèvre.
Il est produit dans la Comunità montana Terre del Giarolo (it) en particulier à Mongiardino Ligure  (Province d'Alexandrie).